# Juan García Rivas
Juan Enrique García Rivas (Tumeremo, Estado Bolívar, Venezuela; 16 de abril de 1970) es un exfutbolista venezolano que jugaba como delantero y su último equipo fue el Deportivo La Guaira de la Primera División de Venezuela. Ostenta el récord de mayor cantidad de goles de todos los tiempos en la Primera División de Venezuela. Actualmente se desempeña como presidente de la Asociación Única de Futbolistas Profesionales de Venezuela.

## Biografía
Juan García es el máximo goleador de Venezuela de todos los tiempos con 320 goles y es el cuarto anotador activo con 54 años de edad y en el planeta es unos de los jugadores venezolanos de alta magna en el balón pie, según la IFFHS seguido por Raúl González Blanco. Gracias a su fructífera actuación como delantero, ha recibido varios trofeos nacionales e internacionales como máximo goleador.
Su debut profesional fue el 26 de febrero de 1989 en Puerto Ordaz, Venezuela, en el encuentro entre Minervén Y Zamora con el resultado de 0-0. Marcó su primer gol como profesional el 19 de abril de 1989 en Calabozo, Venezuela, en el encuentro Arroceros 0-2 Minervén.
El 23 de julio de 2007 fue fichado por Mineros de Guayana. El 4 de agosto de 2007, un día antes de comenzar el Torneo Apertura 2007, se lesionó durante una práctica, teniendo una rotura de ligamento cruzado en la rodilla izquierda y rotura del menisco, por lo que fue intervenido quirúrgicamente, debido a esto, se mantuvo alejado de las canchas por 6 meses.
El 9 de octubre del 2007 se integró a las prácticas con el equipo, como parte de su recuperación, aunque solo podía hacer trotes lentos.
Su regreso fue el 2 de marzo del 2008, en el partido que enfrentó a Mineros de Guayana y Estudiantes de Mérida, ingresando en el minuto 20 del tiempo complementario y recibiendo la ovación del público presente en el CTE Cachamay.
En enero del 2012 llega a un acuerdo para reforzar al Angostura de la Segunda División de Venezuela
En junio del 2013 regresa a la Primera División de Venezuela para jugar un año más con el Deportivo La Guaira, club que substituye al Real Esppor, así, con sus 43 años y con 308 goles marcados como profesional en torneos de Liga de Primera División.

## Clubes
| Club                  | País      | Año        | PJ[cita requerida] | Goles[cita requerida] |
| --------------------- | --------- | ---------- | ------------------ | --------------------- |
| Minervén              | Venezuela | 1988-1996  | 160                | 49                    |
| Caracas FC            | Venezuela | 1996-1997  | 33                 | 12                    |
| Atlético Zulia FC     | Venezuela | 1997-1998  | 25                 | 15                    |
| FCU - ULA FC          | Venezuela | 1998-1999  | 22                 | 13                    |
| Caracas FC            | Venezuela | 1999-2000  | 53                 | 30                    |
| Deportivo Italchacao  | Venezuela | 2001       | 16                 | 2                     |
| Nacional Táchira      | Venezuela | 2001-2002  | 33                 | 34                    |
| Monagas Sport Club    | Venezuela | 2002       | 18                 | 6                     |
| Mineros de Guayana    | Venezuela | 2003-2005  | 118                | 49                    |
| Deportivo Táchira     | Venezuela | 2005-2006  | 35                 | 21                    |
| Mineros de Guayana    | Venezuela | 2006-2006  | 17                 | 9                     |
| Deportivo Pasto       | Colombia  | 2006-2007  | 12                 | 2                     |
| Mineros de Guayana    | Venezuela | 2007-2008  | 7                  | 0                     |
| Zamora FC             | Venezuela | 2008-2009  | 23                 | 15                    |
| Mineros de Guayana    | Venezuela | 2009-2010  | 16                 | 7                     |
| Estudiantes de Mérida | Venezuela | 2010-2011  | 7                  | 4                     |
| Zamora FC B           | Venezuela | 2011- 2012 | 1                  |                       |
| Angostura FC          | Venezuela | 2012- 2013 | 33                 | 19                    |

### Competiciones
| Competición                   | PJ  | Goles |
| ----------------------------- | --- | ----- |
| Primera División de Venezuela | 595 | 268   |
| Segunda División de Venezuela | 33  | 20    |
| Finales Liga Venezolana       |     |       |
| Copa Libertadores             | 11  | 10    |
| Copa Pre-Libertadores         | 4   | 3     |
| Copa Merconorte               | 8   | 6     |
| Copa Sudamericana             | 8   | 4     |
| Primera A                     | 12  | 2     |
| Selección de Venezuela        | 48  | 7     |
| Total de Carrera              | 719 | 320   |

## Palmarés

### Campeonatos nacionales
| Título            | Club                | País      | Año  |
| ----------------- | ------------------- | --------- | ---- |
| Liga Venezolana   | Minervén            | Venezuela | 1996 |
| Liga Venezolana   | Caracas             | Venezuela | 1997 |
| Liga Venezolana   | Atlético Zulia      | Venezuela | 1998 |
| Liga Venezolana   | Nacional Táchira    | Venezuela | 2002 |
| Copa Bolivariana  | Caracas             | Venezuela | 2000 |
| Copa Bicentenaria | Deportivo La Guaira | Venezuela | 2013 |

|Club Atlético López Hernández
| Venezuela
|2015

### Distinciones individuales
| Distinción                                             | Año       |
| ------------------------------------------------------ | --------- |
| Máximo goleador de la Copa Merconorte (6 goles)        | 1999      |
| Máximo goleador de la Liga Venezolana (24 goles)       | 1999-00   |
| Máximo goleador de la Liga Venezolana (34 goles)       | 2001-2002 |
| Máximo goleador de la Liga Venezolana (19 goles)       | 2002-03   |
| Máximo goleador de la Liga Venezolana (18 goles)       | 2003-04   |
| Máximo goleador de la Liga Venezolana (21 goles)       | 2005-06   |
| Trofeo por acumular cinco títulos como mejor anotador. | 2007      |

Récords personales:
- Máximo jugador campeón de goleo en la Liga venezolana: 5 (1999/00, 2001/02, 2002/03, 2003/04, 2005/06).